# Кунихан, Ноэл
Ноэл Кунихан (англ. Noel Counihan; 4 октября 1913 — 5 июля 1986) — австралийский художник.

## Биография
Ноэл Кунихан родился 4 октября 1913 года в одном из пригородов Мельбурна, столицы австралийского штата Виктория. В 1928 году посещал гимназию Кофилда. В период с 1930 по 1931 года брал уроки у Чарльза Уилера в Национальной галерее Школы искусств Виктории в Мельбурне, где познакомился с представителями школы социального реализма, художниками Гербертом Мак-Клинтоком и Роем Далгарно.
Социальный реализм, для которого характерно отражение реалий капиталистического общества, был художественной доктриной Коммунистической партии Австралии, членом которой Кунихан стал в 1931 году. Впоследствии он занялся созданием рисунков (в том числе сатирических), гравюр на линолеуме для обложек коммунистических журналов и брошюр.
В годы Великой депрессии Кунихан принял участие в стачках в Брансуике, одном из пригородов Мельбурна, организованных Коммунистической партией в ответ на принятия закона штата Виктория, запрещавшего «подрывные» собрания.
С 1934 года Кунихан работал в качестве карикатуриста в различных австралийских журналах, в том числе в The Bulletin и Guardian (в период 1945—1949, 1952—1958). В годы Второй мировой войны несколько раз попадал в больницу из-за туберкулёза.
При поддержке израильского художника Йосла Бергнера начал заниматься живописью, выработав свой персональный стиль, основанный на идеалах социального реализма. Основной темой его картин стала жизнь и борьба трудящихся Австралии. Впоследствии его работы выставлялись в картинных галереях Австралии, Европы и СССР, кроме того, часть картин Кунихана входит в состав постоянной экспозиции Национальной галереи Австралии. Дважды завоёвывал первое место на конкурсе «Австралия в годы войны» (англ. Australia At War), в 1948 году получил приз Олбери (англ. Albury Prize), в 1956 и 1957 годах — приз Крауча (англ. Crouch Prize), в 1958 году — памятный приз Мак-Кофи (англ. McCaughey Memorial Prize), в 1959 году — бронзовую медаль на Международной выставке изобразительного искусства в Лейпциге.
До конца своей жизни Кунихан был верен идеалам коммунизма, оставаясь членом Коммунистической партии Австралии. Умер 5 июля 1986 года в Мельбурне.